# Biografielijst Gu

## Gu
- Eileen Gu (2003), Amerikaans freestyleskiester
- Gu Hua (1942), Chinees schrijver

## Gua

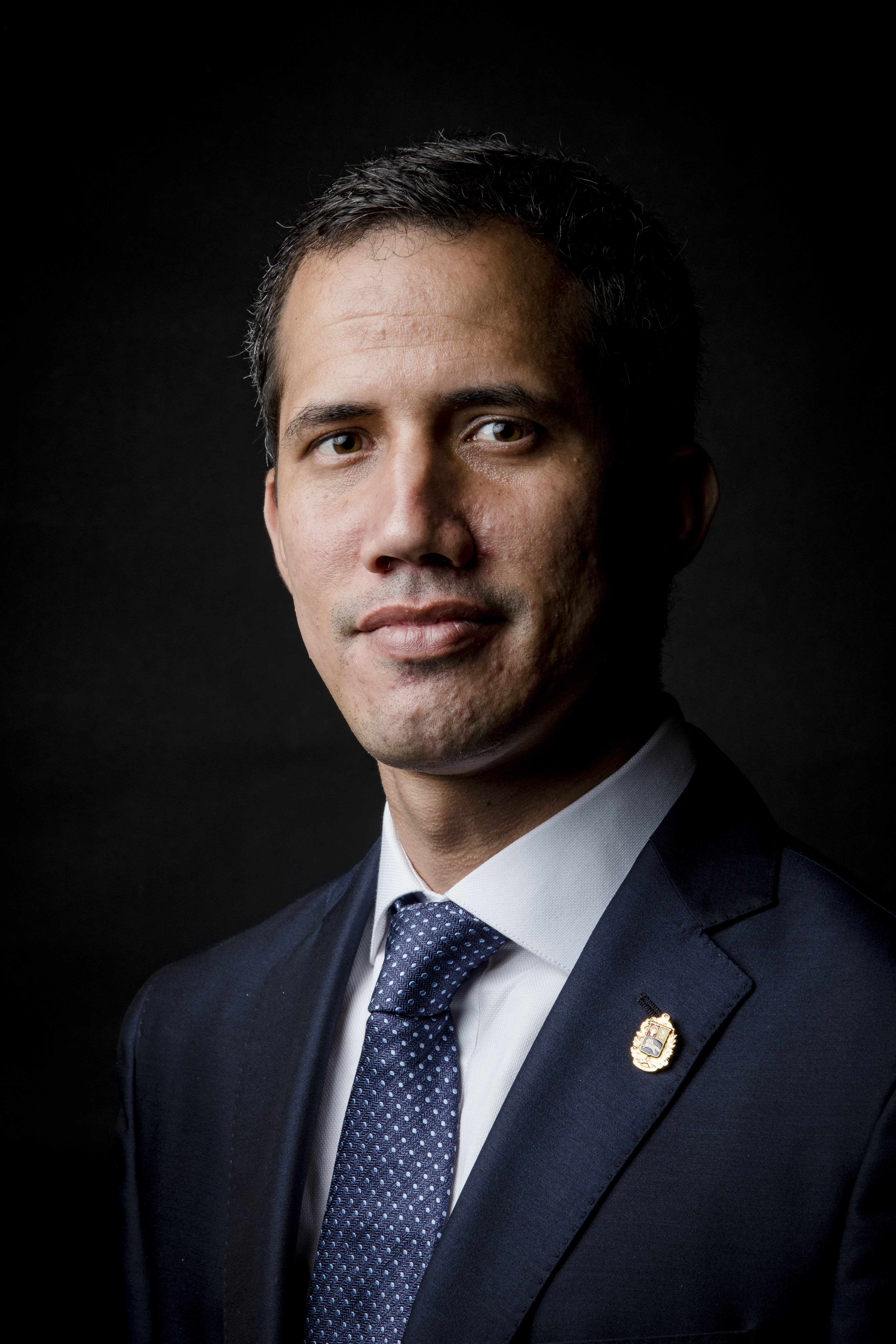
Juan Guaidó, 2019

- Juan Guaidó (1983), Venezolaans politicus
- Patricia Gualinga, Ecuadoraans mensenrechtenverdediger
- Cornelius Gualtherus (ca. 1500-na 1577), Vlaams kanunnik en humanist
- Ye Guangfu (1980), Chinees ruimtevaarder
- Romano Guardini (1885-1968), Duits theoloog en filosoof
- Josep Guardiola (1971), Spaans voetballer
- Vittoriano Guareschi (1971), Italiaans motorcoureur
- Camille Guaty (1978), Amerikaans actrice

## Gub

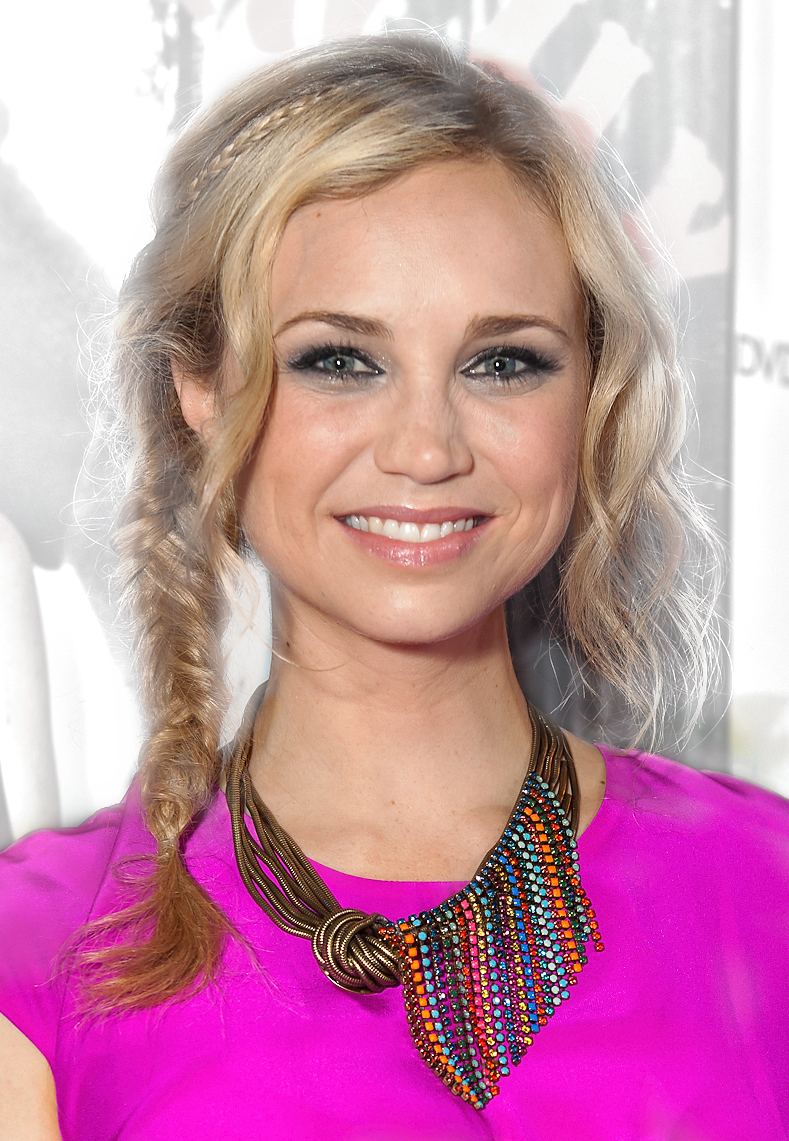
Fiona Gubelmann, 2012

- Cor Gubbels (1898-1975), Nederlands snelwandelaar
- Klaas Gubbels (1934), Nederlands kunstenaar
- Noël Gubbels (1874-1950), Belgisch missiebisschop
- Fiona Gubelmann (1980), Amerikaans actrice
- Jasminka Guber (1986), Bosnisch atlete

## Guc

Karel De Gucht

- Eva Van Der Gucht (1977), Belgisch-Vlaams actrice
- Karel De Gucht (1954), Belgisch politicus

## Gud
- Heinz Guderian (1888-1954), Duits generaal
- Íris Guðmundsdóttir (1990), IJslands alpineskiester
- Albert Guðmundsson (1997), IJslands voetballer

## Gue
- Claude Guéant (1945), Frans ambtenaar (secretaris-generaal van het Elysée onder Nicolas Sarkozy)
- Emahoy Tsegué-Maryam Guèbrou (1923-2023), Ethiopisch non en pianist-componist
- Robert Guédiguian (1953), Frans filmregisseur
- Marieke Guehrer (1986), Australisch zwemster
- Otto von Guericke (1602-1686), Duits natuurkundige
- Victor Guerin (1992), Braziliaans autocoureur
- Maurice de Guérin (1810-1839), Frans dichter
- Giuseppe Guerini (1970), Italiaans wielrenner
- Andrea Guerra (1961), Italiaans filmcomponist
- Castulo Guerra (1945), Argentijns-Amerikaans acteur
- Erenice Guerra (1959), Braziliaans advocate en politica
- Héctor Guerra (1978), Spaans wielrenner
- Helima Guerra (?), Belgisch feministe
- José Emilio Guerra (1982), Spaans voetballer
- Juan Luis Guerra (1957), Dominicaans zanger, gitarist, componist en impresario
- Learco Guerra (1902-1963), Italiaans wielrenner
- Miguel Ángel Guerra (1953), Argentijns autocoureur
- Rita Guerra (1967), Portugees zangeres
- Rogelio Guerra (196-2018), Mexicaans acteur
- Susana Guerra (1980), Portugees zangeres, bekend onder de naam Suzy
- Victoria Guerra (1989), Portugees actrice en model
- Vida Guerra (1974), Amerikaans model, zangeres, actrice en tv-presentatrice
- Aura Guerra de Villalaz (?), Panamees rechtsgeleerde, advocate, rechter en hoogleraar
- Soufiane Guerrab (1987), Frans acteur
- Eduardo Guerrero (1928-2015), Argentijns roeier
- Fernando María Guerrero (1873-1929), Filipijns schrijver en dichter
- José Gustavo Guerrero (1876-1958), Salvadoraans minister, diplomaat en rechter
- León María Guerrero (1853-1935), Filipijns apotheker en botanicus
- Lorenzo María Guerrero (1835-1904), Filipijns kunstschilder en -docent
- Luís María Guerrero (1874-1950), Filipijns kinderarts, hoogleraar en decaan
- Vicente Ramón Guerrero Saldaña (1782-1831), Mexicaans onafhankelijkheidsstrijder en president
- Esteban Guerrieri (1985), Argentijns autocoureur
- Frédéric Guesdon (1971), Frans wielrenner
- Rob Guest (1950-2008), Nieuw-Zeelands (musical)acteur en zanger
- Che Guevara (1928-1967), Argentijns revolutionair
- Izan Guevara (2004), Spaans motorcoureur
- Laureano Guevarra (1851-1891), Filipijns schoenenmaker en ondernemer

## Guf
- Eduard Gufeld (1936-2002), Russisch schaakauteur

## Gug
- Eugen Heinrich Gugel (1832-1905), Duits architect en hoogleraar
- Matthias Guggenberger (1984), Oostenrijks skeletonracer
- Solomon R. Guggenheim (1861-1949), Amerikaans kunstverzamelaar

## Gui

Alec Guinness

- Jean Guichet (1927), Frans autocoureur
- Maria Guida (1966), Italiaans atlete
- John Guidetti (1992), Zweeds voetballer
- Guido van Arezzo (ca.991-1033), Italiaans uitvinder
- Guilherme Guido (1987), Braziliaans zwemmer
- Niède Guidon (1933-2025), Braziliaans archeologe
- Margaretha Guidone (1956?), Vlaams huisvrouw en milieu-activist
- Gianbattista Guidotti (1902-1994), Italiaans autocoureur
- Charlène Guignard (1989), Frans-Italiaans kunstschaatsster
- Antonin Guigonnat (1991), Frans biatleet
- Josuha Guilavogui (1990), Frans-Guinees voetballer
- Simone Guilissen (1916-1996), Belgisch architect
- Charles-Édouard Guillaume (1861-1938), Zwitsers natuurkundige
- Gustave Guillaume (1883-1960), Frans taalkundige
- Georges Guille (1909-1985), Frans politicus
- Jacqueline Guillemautot (1922-2009), Frans zangeres, bekend onder het pseudoniem Jacqueline François
- Roger Guillemin (1924-2024), Frans-Amerikaans endocrinoloog en Nobelprijswinnaar
- Joseph Guillemot (1899-1975), Frans atleet
- Hervé Guilleux (1956), Frans motorcoureur
- Bennet Guillory (1949), Amerikaans acteur, film/theaterproducent en scenarioschrijver
- Isabelle Guillot (1961), Frans atlete
- Olga Guillot (1922-2010), Cubaans zangeres
- Jonathan Guilmette (1978), Canadees shorttracker
- Grégory Guilvert (1982), Frans autocoureur
- Hector Guimard (1867-1942), Frans architect
- Felipe Guimarães (1991), Braziliaans autocoureur
- Ursula Le Guin (1929-2018), Amerikaans schrijfster
- Francis Guinan, Amerikaans acteur
- Tim Guinee (1962), Amerikaans acteur
- Tata Guines (1930-2008), Cubaans percussionist
- Teofisto Guingona III (1959), Filipijns politicus
- Teofisto Guingona jr. (1928), vicepresident van de Filipijnen
- Teofisto Guingona sr. (1883-1963), Filipijns bestuurder en politicus
- Alec Guinness (1914-2000), Brits acteur
- Tom Guiry (1981), Amerikaans acteur
- Frans van Guise (1519-1563), Frans veldheer
- Charles J. Guiteau (1841-1882), Amerikaans advocaat en moordenaar
- Daniel González Güiza (1980), Spaans voetballer

## Gul
- Abdullah Gül (1950), Turks president
- Ernests Gulbis (1988), Lets tennisser
- Fredrik Gulbrandsen (1992), Noors voetballer
- Olaf Gulbransson (1873-1958), Noors schilder en tekenaar
- Trygve Gulbranssen (1894-1962), Noors schrijver
- Chas Guldemond (1987), Amerikaans snowboarder
- Wolfgang Güldenpfennig,(1951) Oost-Duits roeier
- Fethullah Gülen (1941-2024), Turks geleerde
- Robert van Gulik (1910-1967), Nederlands diplomaat en schrijver
- Ferreira Gullar (1930-2016), Braziliaans schrijver
- Sean Gullette (1968), Amerikaans acteur en schrijver
- Wesley Allen Gullick, Amerikaans acteur
- Ruud Gullit (1962), Nederlands voetballer en coach
- Trina Gulliver (1969), Engels dartster
- Germán Gullón (1945-2025), Spaans letterkundige en schrijver

## Gum
- Gummbah (1967), Nederlands humorist
- Margitta Gummel (1941-2021), Duits atlete

## Gun

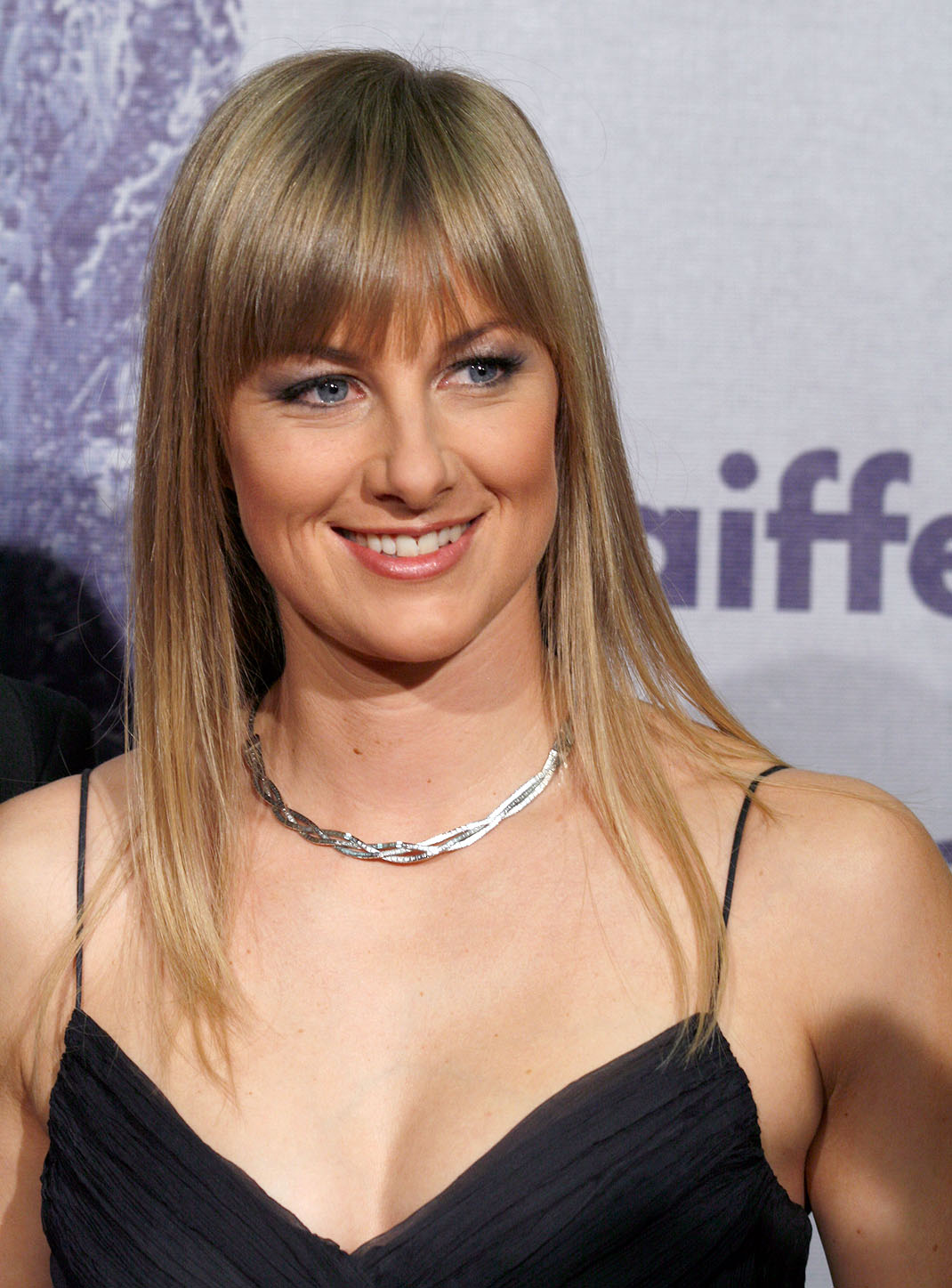
Doris Günther

- Cedric van der Gun (1979), Nederlands voetballer
- Frans van der Gun (1918-2001), Nederlands politicus
- İlkay Gündoğan (1990), Duits voetballer
- Slamet Gundono (1966), Indonesisch wajangpoppenspeler
- Yılmaz Güney (1937-1984), Koerdisch-Turks filmacteur, filmregisseur en (scenario)schrijver
- Sally Gunnell (1966), Brits atlete
- Jessica Gunning (1986), Brits actrice
- Wolfgang Gunkel (1948-2020), Oost-Duits roeier
- Victor Guns (1918-2009), Belgisch politicus
- Gert Peter de Gunst (1968), Nederlands voetballer
- Herman van Gunsteren (1940), Nederlands politiek filosoof
- Doris Günther (1978), Oostenrijks snowboardster
- Martin Günther (1986), Duits atleet
- Maximilian Günther (1997), Duits-Oostenrijks autocoureur
- Sabine Günther (1963), Oost-Duits atlete
- Werner Günthör (1961), Zwitsers atleet
- Gabriele Günz (1961), Duits atlete

## Guo
- Guo Jie (1912-2015), Chinees atleet
- Guo Xinxin (1983), Chinees freestyleskiester
- Guo Yan (1983), Chinees tafeltennisster
- Guo Yue (1988), Chinees tafeltennisster
- Guo Yuehua (1956), Chinees tafeltennisser

## Gur

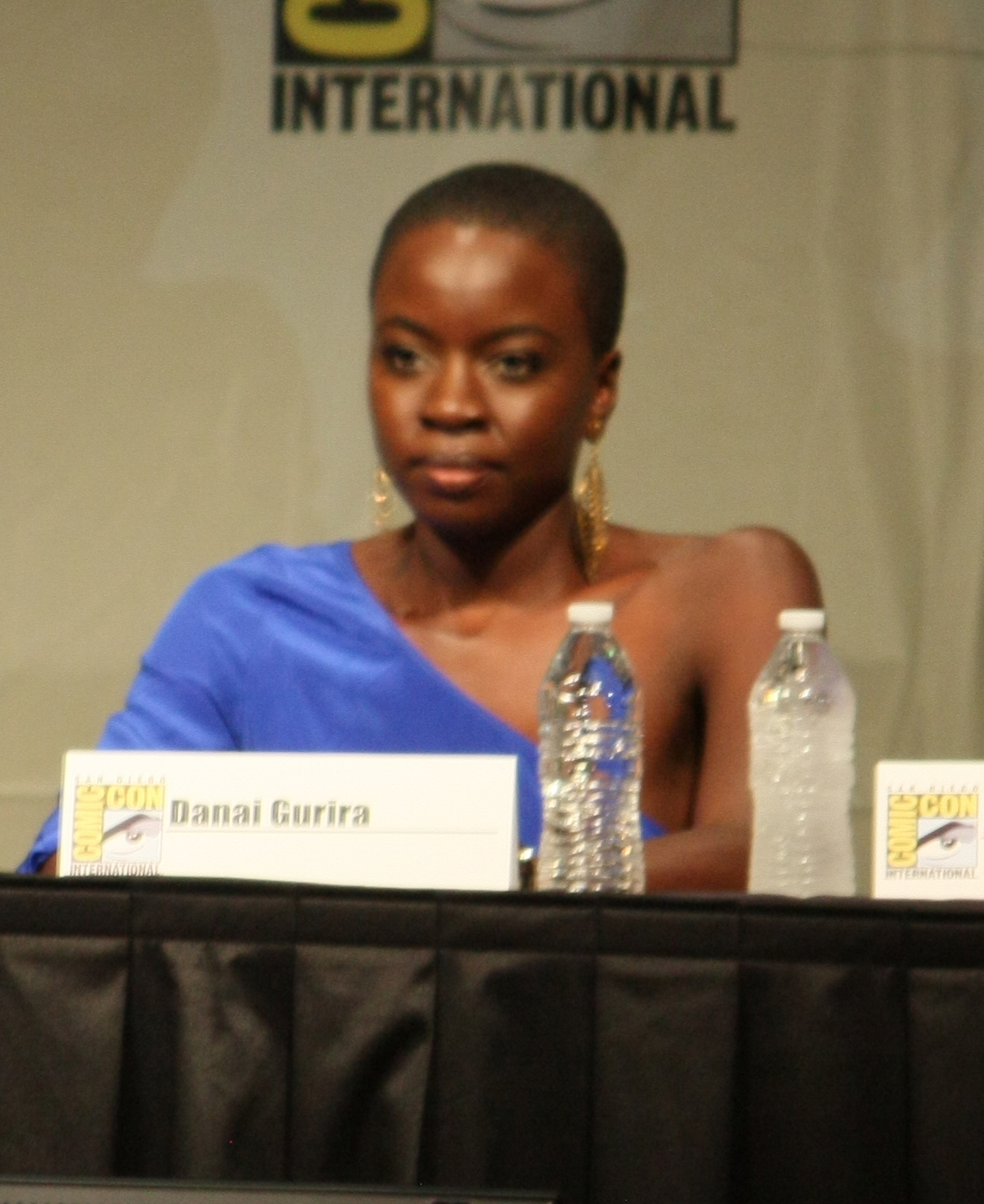
Danai Gurira (2012)

- Danai Gurira (1978), Amerikaans actrice en toneelschrijver
- Abdulrazak Gurnah (1948), Tanzaniaans schrijver en Nobelprijswinnaar
- Dan Gurney (1931-2018), Amerikaans autocoureur
- Anna Gurova (1981), Russisch atlete
- Nilüfer Gürsoy (1921-2024), Turks politica
- Willemijn van Gurp (1918-2021), Nederlands verzetsstrijder in de Tweede Wereldoorlog
- Guru (1966-2010), Amerikaans rapper
- Margo Guryan (1937-2021), Amerikaans singer-songwriter

## Gus

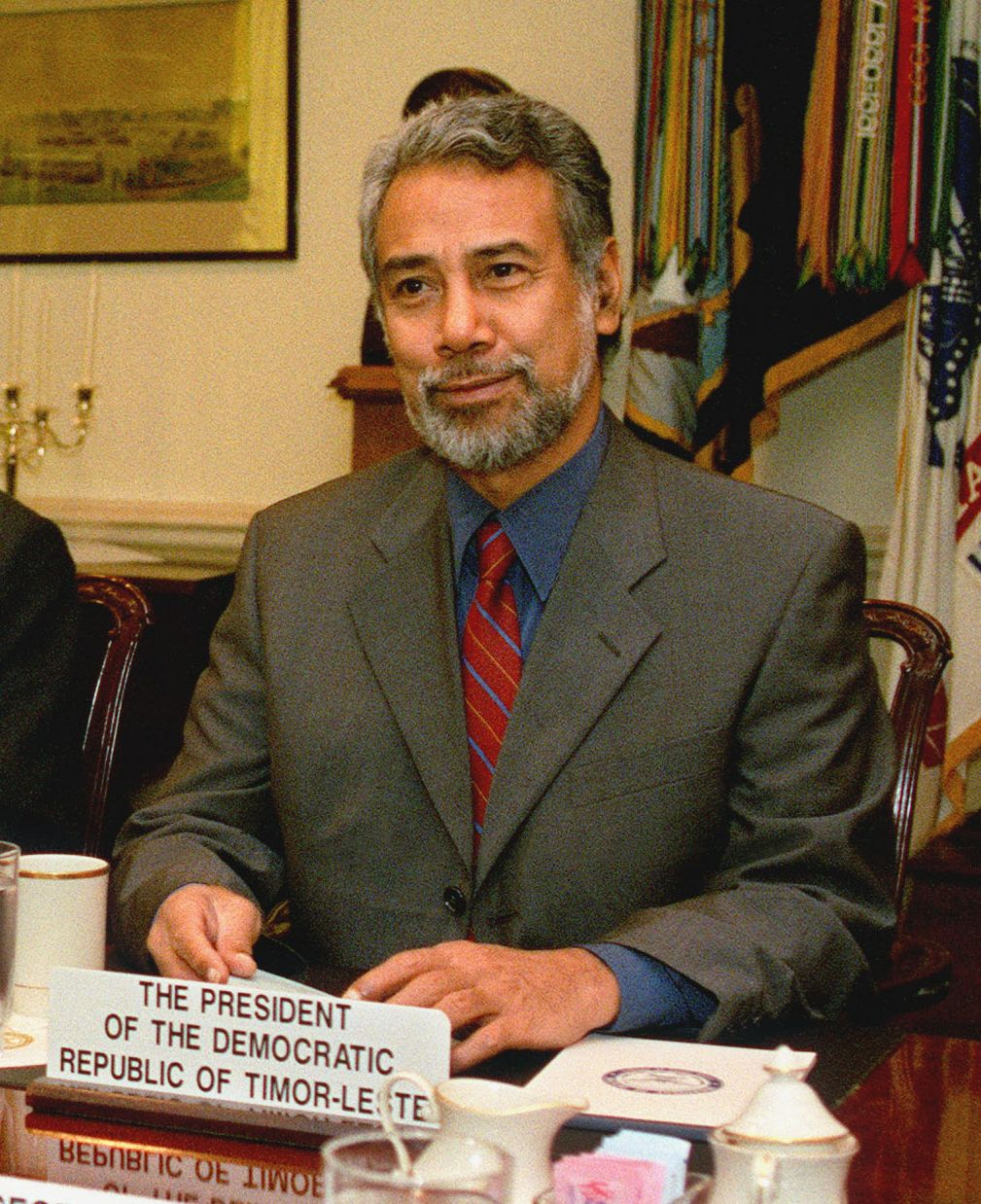
Xanana Gusmão

- Alfred Gusenbauer (1960), Oostenrijks bondskanselier
- Ilona Gusenbauer (1947), Oostenrijks atlete
- Xanana Gusmão (1946), Oost-Timorees president
- Louis Guss (1918-2008), Amerikaans acteur
- Wessel te Gussinklo (1941-2023), Nederlands schrijver
- Gustaaf Adolf van Nassau-Idstein (1632-1664), erfgraaf van Nassau-Idstein
- Gustaaf Adolf van Nassau-Saarbrücken (1632-1677), graaf van Nassau-Saarbrücken (1640-1677)
- Erkki Gustafsson (1912-1966), Fins voetballer
- Leif Gustafsson (1951), Zweeds motorcoureur
- Magnus Gustafsson (1967), Zweeds tennisser
- Luc Gustin (1951-2019), Belgisch leraar, politicus en burgemeester
- Marcel Gustin (1895-1977), Belgisch atleet
- Gerhard Gustmann (1910-1992), Duits roeier

## Gut

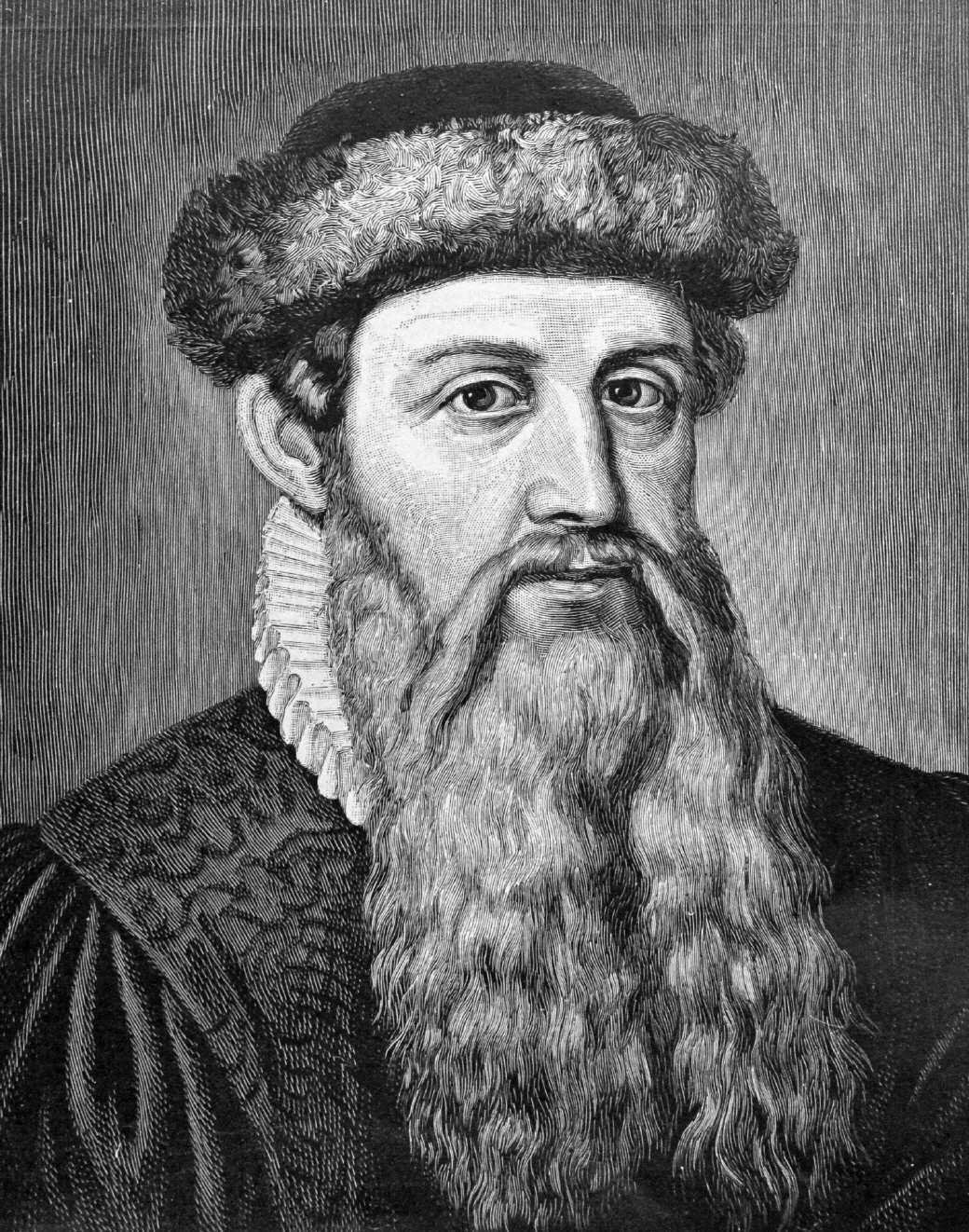
Johannes Gutenberg

- Zbigniew Gut (1949-2010), Pools voetballer
- Dejene Guta (1981), Ethiopisch atleet
- Robe Guta (1986), Ethiopisch atlete
- Beno Gutenberg (1889-1960), Duits seismoloog
- Johannes Gutenberg (ca. 1394-1468), Duits uitvinder
- António Guterres (1949), Portugees politicus
- Otto Gutfreund (1889-1927), Tsjechisch beeldhouwer en schilder
- Francis Guthrie (1831-1899), Zuid-Afrikaans wiskundige en plantkundige
- Frederick Guthrie (1833-1886), Engels natuur- en scheikundige
- Jennifer Guthrie (1969), Amerikaans actrice
- Jim Guthrie (1961), Amerikaans autocoureur
- Woody Guthrie (1912-1967), Amerikaans folksinger
- Chin Chin Gutierrez (1970) Filipijns actrice
- Érick Gutiérrez (1995), Mexicaans voetballer
- Esteban Gutiérrez (1991), Mexicaans autocoureur
- Gustavo Gutiérrez (1928-2024), Peruaans priester en theoloog
- Jonás Gutiérrez (1983), Argentijns voetballer
- José Iván Gutiérrez (1978), Spaans wielrenner
- José María Gutiérrez (1976), Spaans voetballer
- Mireia Gutiérrez (1988), Andorrees skiester
- Óscar Gutiérrez (1999), Spaans motorcoureur
- Jaap Gutker (1935-2022), Nederlands burgemeester
- Nachum Gutman (1898-1980), Israëlisch kunstschilder, beeldhouwer en schrijver
- Rene Gutteridge (1972), Amerikaans schrijfster
- Ronald Guttman (1952), Belgisch acteur

## Guv
- Ayhancan Güven (1998), Turks autocoureur
- Emrullah Güvenç (1987), Belgisch voetballer

## Guy
- James Guy (1995), Brits zwemmer
- Georges Guynemer (1894-1917), Frans luchtmachtpiloot
- Henri Daniel Guyot (1753-1828), Nederlands predikant, oprichter doveninstituut

## Guz
- Jonathan de Guzman (1987), Nederlands voetballer
- Silvestre Antonio Guzmán Fernández (1911-1982), Dominicaans agronoom, ondernemer en politicus